# Dominic Polcino
Dominic Polcino es un director de animación que ha trabajado en la dirección de Los Simpson, Mission Hill, estuvo en la primera temporada de Padre de familia dejándola de lado para pasarse a dirigir El rey de la colina y volver a Padre de familia. Su hermano Michael Polcino es actualmente director de Los Simpson.

## Créditos como director

### Los Simpson
- "Sideshow Bob's Last Gleaming"
- "Bart After Dark"
- "The Canine Mutiny"
- "Lisa's Sax"
- "Bart Star"
- "Dumbbell Indemnity"
- "Lard of the Dance"

### El rey de la colina
- "Pretty, Pretty Dresses"
- "Bill of Sales"
- "Peggy Makes the Big Leagues"
- "Now Who's the Dummy?"
- "Joust Like a Woman"
- "Beer and Loathing"
- "The Son Also Roses"
- "Pigmalion"
- "Vision Quest"
- "Reborn to be Wild"
- "After the Mold Rush"
- "DaleTech"
- "Enrique-cilable Differences"
- "Mutual of Omabwah"
- "Bystand Me"

### Padre de familia
- "Chitty Chitty Death Bang"
- "You May Now Kiss the...Uh...Guy Who Receives"
- "Bill and Peter's Bogus Journey"
- "Blue Harvest"
- "Long John Peter"
- "Something, Something, Something, Dark Side"